# Тимчасовий комітет для дослідження старожитностей
Тимчасовий комітет для дослідження старожитностей у Києві — перше в Києві наукове історичне товариство, засноване в жовтні 1835. До його складу входили попечитель Київського навчального округу Є. фон Брадке (голова), ректор Київського університету М.Максимович, декан, ординарний професор В.Цих, ординарні професори С.Орнатський (секретар) і С.Зенович, директор училищ Київської губернії Г.Петров, археологи М.Берлинський, К.Лохвицький, О.Анненков. Значну роль у роботі товариства відігравав митрополит Київський і Галицький Євгеній (Болховітінов). Мав на меті проведення археологічних розкопок на території міста та його околиць з попереднім аналізом стану і результатів попередніх археологічних досліджень. Не маючи необхідних коштів, комітет не зумів організувати систематичні й масштабні розкопки. 1835 він ухвалив рішення про створення першого в місті Музею київських старожитностей при Київському університеті, до якого археолог К.Лохвицький передав усі знайдені ним під час досліджень в історичному ядрі Києва артефакти. Він же став і першим директором музею, офіційний дозвіл на відкриття якого було отримано в березні 1837. Усвідомлюючи необхідність зіставлення археологічних і писемних джерел для вивчення історії України, 1840 комітет зробив невдалу спробу об'єднатися з Петербурзькою археографічною комісією — першою в Росії спеціалізованою установою такого профілю. Нереалізованим залишився й задум М.Максимовича, також підтриманий київськими вченими, щодо заснування історичного товариства, аналогічного Московському й Одеському товариствам історії та старожитностей. 1845 функції комітету передали Тимчасовій комісії для розгляду давніх актів при київському військовому, подільському і волинському генерал-губернаторові (див. Київська археографічна комісія).